# Insanamente Riccardo III
Insanamente Riccardo III è uno spettacolo teatrale della regista Roberta Torre che ne firma il testo e la regia.
Lo spettacolo è liberamente ispirato al Riccardo III di William Shakespeare ma l'autrice usa la tragedia del Bardo solo come traccia reinventandone completamente la drammaturgia fatta su misura per i suoi protagonisti. Infatti la compagnia d'attori scelta dall'autrice per la messa in scena è composta da attori professionisti e pazienti psichiatrici. Durante la campagna promozionale è stato usato come slogan la frase Visto da vicino nessuno è normale (in genere attribuita a di Franco Basaglia in realtà ispirata da un verso di una canzone di Caetano Veloso).
Le prime repliche sono state realizzate nel 2013 a Palermo nei Cantieri Culturali della Zisa e al Teatro Garibaldi per poi uscire dai confini dell'isola e replicare lo spettacolo a Milano al Piccolo Teatro di Milano per l'Edge Festival 2013.
Dallo spettacolo è stato realizzato il docufilm "In viaggio con Riccardo" dal regista Gianni Cannizzo.